# 2979 Murmanszk
A 2979 Murmanszk (ideiglenes jelöléssel 1978 TB7) a Naprendszer kisbolygóövében található aszteroida. Ljudmila Vasziljevna Zsuravljova fedezte fel 1978. október 2-án.